# WWF Italia

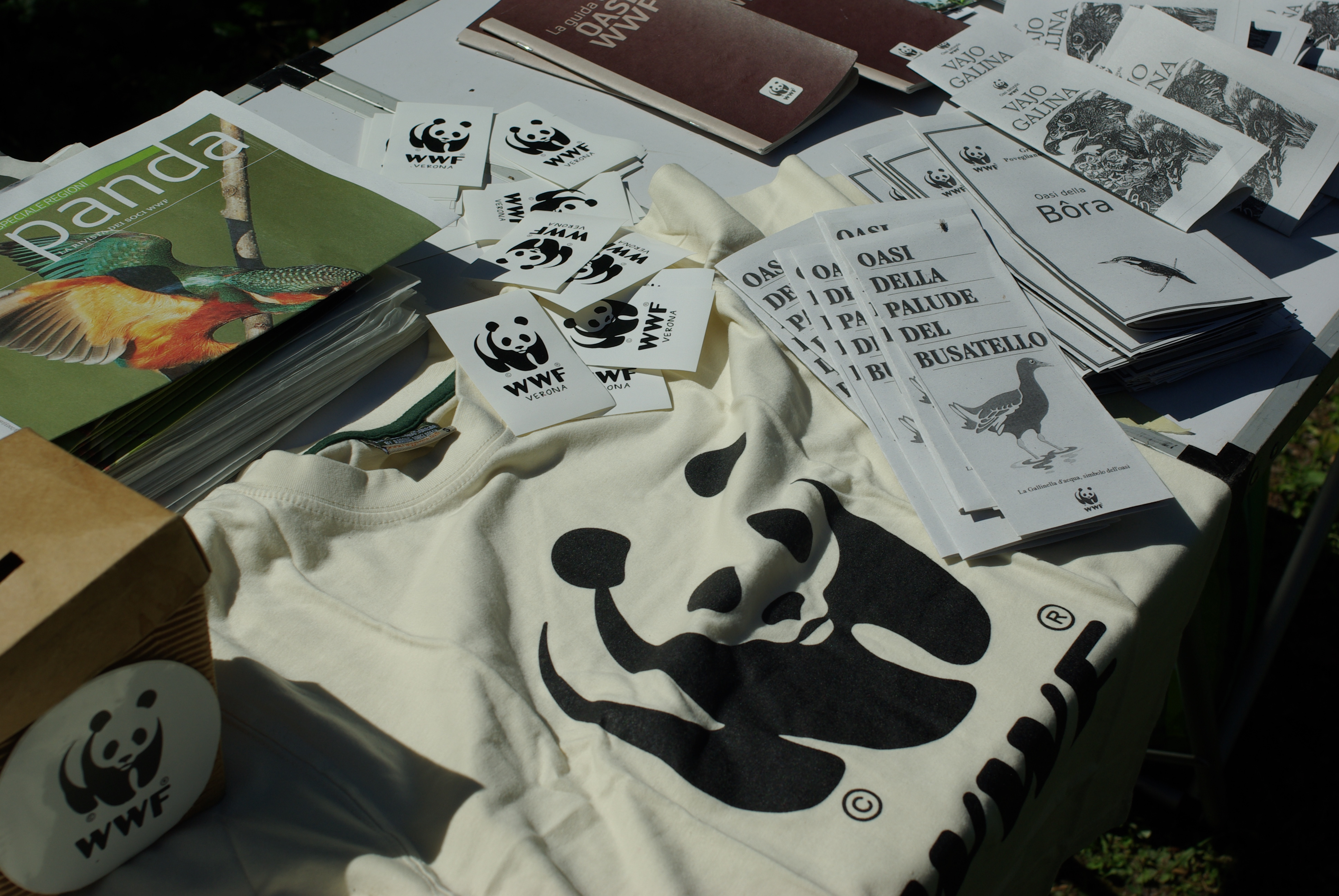
Banchetto informativo WWF Verona 2012

Il WWF Italia è una associazione ambientalista italiana, parte del network internazionale WWF (World Wildlife Fund), organizzazione internazionale non governativa dedicata alla conservazione della natura.

## Origini, consistenza e missioni
In Italia il WWF è stato fondato il 5 luglio 1966 da Fulco Pratesi, che ha poi affermato "non esisteva, allora, neppure un articolo di legge col quale poter istituire un’area protetta per gli uccelli, la caccia era aperta fino al 30 aprile, si potevano uccidere, legalmente, lupi e gufi reali, aquile e lontre, fringuelli e pispole". Ad oggi il WWF Italia conta oltre 100.000 sostenitori.
La missione del WWF è "fermare il degrado del pianeta e costruire un mondo in cui l'umanità possa vivere in armonia con la natura". Il WWF Italia, recita inoltre la sua mission nazionale, "un'organizzazione che, con l'aiuto dei cittadini e il coinvolgimento delle imprese e delle istituzioni, contribuisce incisivamente a conservare i sistemi naturali in Italia e nel mondo". I 4 valoriprincipali in cui crede l'Associazione sono integrità, coraggio, rispetto e collaborazione.
Il WWF Italia gestisce oltre 30.000 ettari suddivisi in oltre 100 aree protette su tutto il territorio nazionale, denominate "Oasi WWF". La prima è stata quella del Lago di Burano, nata nel 1967 quando si acquisirono i diritti di caccia dell'area per proteggerne l'avifauna. Altre sono ad esempio Oasi Maremma toscana, la Riserva di monte Arcosu o il Bosco di Vanzago in Lombardia. Le Oasi tutelano ambienti come coste, foreste, paludi, fiumi  e lagune con specie di elevato valore conservazionistico e contribuiscono in importanti progetti di conservazione a fianco delle comunità locali con il supporto di esperti biologi, ricercatori, zoologi, medici veterinari e tecnici, a cui si aggiunge il supporto di centinaia di volontari.
Il WWF Italia è una ONLUS (organizzazione non lucrativa di utilità sociale) impegnata anche nella cooperazione internazionale con i paesi in via di sviluppo.

## Attività, progetti e campagne
Oltre all'impegno coordinato per progetti di carattere internazionale, gran parte del lavoro del WWF Italia si concentra sul territorio nazionale, interessando ecosistemi quali quello forestale, marino e le acque interne. Alcune delle specie chiave su cui si concentra il lavoro del WWF Italia sono invece: orso marsicano, lontra, lupo, cervo sardo, aquila di Bonelli, capovaccaio, tartarughe e testuggini.
I principali ambiti di lavoro del WWF in Italia sono:
- la difesa delle specie animali a rischio, soprattutto quelle più a rischio come lupo e orso marsicano;
- la lotta contro la deforestazione importata, la promozione della gestione forestale sostenibile e il ripristino forestale in aree degradate;
- protezione di mari e oceani promuovendo pesca sostenibile, lottando contro l'inquinamento da plastica e istituendo aree marine protette (AMP);
- preservare e riqualificare fiumi e zone umide incoraggiando ad un uso migliore della risorsa idrica e proteggendo specie chiave come la lontra e gli anfibi ed aree fluviali degradate;
- contrasto al cambiamento climatico azzerando le emissioni, promuovendo l'energia rinnovabile e l'efficienza energetica;
- assicurare la produzione agricola sostenibile che preservi gli habitat, la biodiversità e la fertilità del terreno;
- educare alla cultura della sostenibilità e della protezione ambientale per aumentare la consapevolezza e favorire un cambiamento nei comportamenti e nelle scelte degli stili di vita, in particolare le nuove generazioni mediante collaborazioni con le scuole e progetti quali Urban Nature e One Planet School[4];
- pubblicare dossier e report[5] realizzati dai propri esperti su varie tematiche quali mare, foreste, clima, etc.;
- collaborare con le imprese per stimolare a ridurre gli impatti ambientali con una maggiore sostenibilità ambientale o progetti di conservazione;
- lotta contro i reati ambientali tramite attività di denuncia e processi in tribunale.

Alcuni dei principali progetti in cui il WWF Italia è attualmente coinvolto sono (ad ottobre 2022):
- ECOeFISHent: diffusione territoriale dei principi dell’economia circolare attraverso la valorizzazione eco-efficiente degli scarti provenienti dalla filiera ittica;
- FORESTALL: recupero e la conservazione degli habitat prioritari "Paludi calcaree con Cladium mariscus e specie del Caricion davallianae" e "Foreste alluvionali di Alnus glutinosa e Fraxinus excelsior";
- Aule Natura: creazione presso scuole di aule all'aperto dove bambini e ragazzi possano giocare, imparare, relazionarsi con i compagni e riconquistare il rapporto con la natura;
- EUROTURTLES: miglioramento dello status delle popolazioni delle tartarughe marine del Mediterraneo;
- ARCPROM: migliorare la convivenza uomo-orso nel Parco Nazionale della Maiella;
- Gestire 2020: raggiungimento degli obiettivi di conservazione della biodiversità di cui alle Direttive Habitat e Uccelli migliorando la capacità di gestione della Rete Natura 2000;
- Plastic Smart Cities: implementare le migliori pratiche che prevengano, riducano al minimo e gestiscano la plastica, sia come risorsa che come rifiuto;
- SWIPE: scoraggiare e, in ultima analisi, a ridurre i reati contro la natura migliorando il rispetto del diritto ambientale dell’UE attraverso l’aumento del numero di reati perseguiti con successo;
- Orso 2x50: raddoppiare l’areale di distribuzione dell'orso bruno marsicano e il numero di individui presenti entro il 2050.

Le campagnecon cui il WWF Italia attualmente effettua sensibilizzazione e mobilitazione sono (ottobre 2022):
- GenerAzione Clima: moltiplicare in modo esponenziale l’azione partecipata anche dei cittadini per assicurare il raggiungimento dell’obiettivo di limitare il riscaldamento globale e 1,5°C fissato dall’accordo di Parigi;
- GenerAzioneMare: tutelare il Capitale Blu del Mediterraneo invertendo la curva della perdita di biodiversità per raggiungere gli obiettivi globali del 2030;
- Food4Future: modificare i sistemi alimentari, dalla produzione al consumo, per renderli più resilienti, più inclusivi, più sani e più sostenibili;
- ReNature Italy: proteggere efficacemente il 30% di superficie terrestre e marina entro il 2030, ripristinare almeno il 15% del territorio italiano degradato e destinare almeno il 10% dei terreni agricoli alla natura;
- For Nature For Us: contrastare l’impatto delle attività umane sulla natura, in particolare riguardo a deforestazione, traffico illegale di specie, cambiamento climatico, inquinamento da plastica e pesticidi.

## Organizzazione e personalità di spicco
La sede centrale del WWF Italia conta uno staffdi circa 80 persone che comprendono tra gli altri biologi, naturalisti, avvocati ed esperti di comunicazione, di raccolta fondi, di progettazione e di gestione amministrativa e finanziaria.
L'associazione, sul territorio italiano, è organizzata in 20 Delegazioni Regionali che coordinano il lavoro di oltre ottanta Organizzazioni Aggregate locali (OA) che a livello provinciale e comunale garantiscono il controllo del territorio e gli interventi puntuali a tutela della biodiversità. La maggior forza del WWF Italia sul territorio è costituita dai volontari, persone che mettono tempo e competenze a disposizione dei valori e degli obiettivi dell’Associazione per svolgere azioni di conservazione sul campo.
In Italia il WWF possiede inoltre 9 CRAS (Centri di Recupero Animali Selvatici) che accolgono e curano animali in difficoltà feriti ad esempio dalla caccia o scontri con automobili, come aironi, cicogne, gru, ricci, ghiandaie, caprioli, tassi, poiane, civette, lupi, aquile.
Il WWF Italia si avvale di una Comunità Scientifica che supporta l'associazione ad attingere alle migliori competenze e conoscenze scientifiche in materia ambientale, e di uno giuridico per sfruttare la migliore conoscenza possibile nella difesa dell'ambiente. È presente inoltre un Assemblea dei Sociche, fra le altre cose, approva il bilancio annuale e sociale e delibera sulle modificazioni dell’atto costitutivo o dello statuto. Il Consiglio Nazionale invece è responsabile della gestione, dell’amministrazione e della reputazione dell'associazione e ne stabilisce la politica, il programma ed il posizionamento secondo le linee di indirizzo generale individuate dall’Assemblea.
Presidente del WWF Italia è Luciano Di Tizio da luglio 2022, mentre presidente onorario è Fulco Pratesi, storico fondatore dell'associazione. Direttore generale è Alessandra Prampolini da gennaio 2021.